# Lucifer (singolo SHINee)
Lucifer è un singolo del gruppo musicale sudcoreano Shinee pubblicato il 19 luglio 2010 come primo estratto dal loro secondo album in studio omonimo.

## Tracce
1. Lucifer – 3:56
2. Love Like Oxygen – 3:05
3. Lucifer – 3:54
4. Love Like Oxygen – 3:04

## Cover
- La cantante serba Jelena Karleuša ha pubblicato nel 2012 una cover del brano nella lingua serba, intitolata Muškarac koji mrzi žene. Questa cover è stata inclusa nel suo album Diva.